# Kanton Clermont-Ferrand-6
 Clermont-Ferrand-6 is een kanton van het Franse departement Puy-de-Dôme. Het kanton maakt deel uit van het arrondissement   Clermont-Ferrand.  

 Het telt 25.802 inwoners in 2018.

Het kanton  werd gevormd ingevolge het decreet van 21  februari 2014 met uitwerking op 22 maart 2015.

## Gemeenten
Het kanton Clermont-Ferrand-6 omvat uitsluitend een deel van de gemeente Clermont-Ferrand.